# Айхструт
Айхструт (нім. Eichstruth) — громада в Німеччині, розташована в землі Тюрингія. Входить до складу району Айхсфельд. Складова частина об'єднання громад Удер.
Площа — 1,34 км2. Населення становить 83 ос. (станом на 31 грудня 2021).